# Tudeh
El Partido Tudeh de Irán o Partido de las Masas de Irán (en persa: حزب توده ایران‎ Ḥezbe Tūdeye Īrān) es un partido político comunista de Irán. Fue fundado en 1941, siendo Soleiman Mohsen Eskandari su principal referente. Aunque ha tenido una considerable influencia en sus primeros años, particularmente durante la campaña destinada a nacionalizar la Compañía de Petróleo Anglo-Iraní, su poder se ha ido desvaneciendo tras la represión que siguió al golpe de Estado de 1953 contra el primer ministro Mohammad Mosaddeq. El partido aun existe, pero en los años posteriores al inicio de la Revolución Islámica de 1979, hubo una fuerte acción gubernamental en su contra. La ejecución de presos políticos en 1988, lo dejó muy debilitado.
Tudeh se identificó como la rama histórica del Partido Comunista de Persia

## Historia

### Nacimiento del movimiento comunista en Irán
Aunque el primer teórico reconocido del comunismo moderno iraní es el editor azerí Taqí Araní, la historia del movimiento comunista de Irán se remonta a finales del siglo XIX, cuando por primera vez se introdujo el marxismo en el país a través de las clases trabajadoras y de los intelectuales, como una consecuencia del rápido crecimiento de la industria y la consiguiente transformación del país del feudalismo al capitalismo. La zona del norte de Irán, cercana a Rusia y Azerbaiyán, fue el centro principal de actividad para las corrientes políticas socialdemócratas y marxistas. Muchos de estos grupos se fueron afianzando con el pasar de los años. 
El Partido Comunista de Irán se fundó en junio de 1920 en Bandar-e Anzali, provincia de Guilán, tras el primer congreso de grupos socialdemócratas iraníes. Heidar Amu Oghlí, que fue uno de los líderes de la Revolución Constitucional, se convirtió en el secretario general del partido. Al mismo tiempo, Mirza Kuchak Jan Yangalí, otro importante líder de la Revolución Constitucional y líder también del Movimiento Revolucionario Yangalí, fundó la República Soviética de Guilán, con la ayuda del Ejército Rojo.
Los británicos, que tuvieron una influencia dominante en la corte Qajar de Teherán, enviaron agentes para infiltrarse en el Movimiento Revolucionario Jangali, como parte de una operación cuidadosamente preparada, que finalmente provocó la derrota de la República Soviética de Guilán y del Partido Comunista. Este último fue prohibido y comenzó a ser perseguido por el gobierno central.[cita requerida]La actividad comunista y socialdemócrata pasó una vez más a la clandestinidad. En la década de 1920 la dinastía Qajar finalmente se derrumbó, y en 1925 Reza Shah accedió al trono, estableciendo la dinastía Pahlavi. El nuevo Shah introdujo muchas reformas, como la limitación del poder del clero chiita, lo que no impidió la consolidación de un gobierno autoritario. 
Entre 1929 y 1930, el partido organizó huelgas en una fábrica textil de Isfahán, en los ferrocarriles de Mazandaran, en talleres de alfombras majadas, y -la más importante- en la industria petrolera de propiedad británica. El gobierno ejerció una dura represión siendo detenidos alrededor de 200 comunistas, 38 fueron encarcelados en la prisión de Qasr, en Teherán. "Siete murieron allí -todos por causas naturales-". “Estas detenciones significaron que el Partido Comunista de Irán "dejara de existir para cualquier propósito práctico fuera de los muros de Qasr”.

### Fundación del Partido Tudeh
La invasión perpetuada por la alianza británico-soviética entre 1941 y 1942 acabó con el reinado de Reza Shah, llevándolo al exilio forzado en Sudáfrica. Posteriormente, fueron liberados muchos presos políticos. En este nuevo contexto, florecieron una vez más los grupos nacionalistas y socialistas. Iraj Iskandari y sus colaboradores más cercanos decidieron crear un partido marxista-leninista que apelara a las grandes masas. De esta forma, el 29 de septiembre de 1941 se fundó el partido Tudeh, con la elección de Soleiman Mohsen Eskandari como su presidente. 
Inicialmente el partido pretendía ser "un partido liberal más que radical", con una plataforma que destacaba la importancia de los derechos individuales y constitucionales, la protección de la democracia y la integridad judicial contra el fascismo, el imperialismo y el militarismo. Al principio, intentó atraer a las masas no seculares, excluyendo a las mujeres, organizando procesiones de Ashura y la designando "una sala de oración especial en su casa club principal". Esta orientación no duró mucho y el grupo se trasladó "rápidamente a la izquierda" a los pocos meses de su fundación.

### Éxito temprano
En 1944, el partido entró en las 14° elecciones para el Majlis de Irán y ocho de sus candidatos resultaron elegidos. También estableció la Organización Militar del Partido Tudeh de Irán (TPMO) de carácter secreto, en la que participaban oficiales del ejército. La TPMO proveyó al partido inteligencia e información del ejército para protegerlo de las fuerzas de seguridad y brindarle fortaleza militar, aunque los historiadores creen que el partido no tenía el plan en ese momento de usar la TPMO para dar un golpe. 

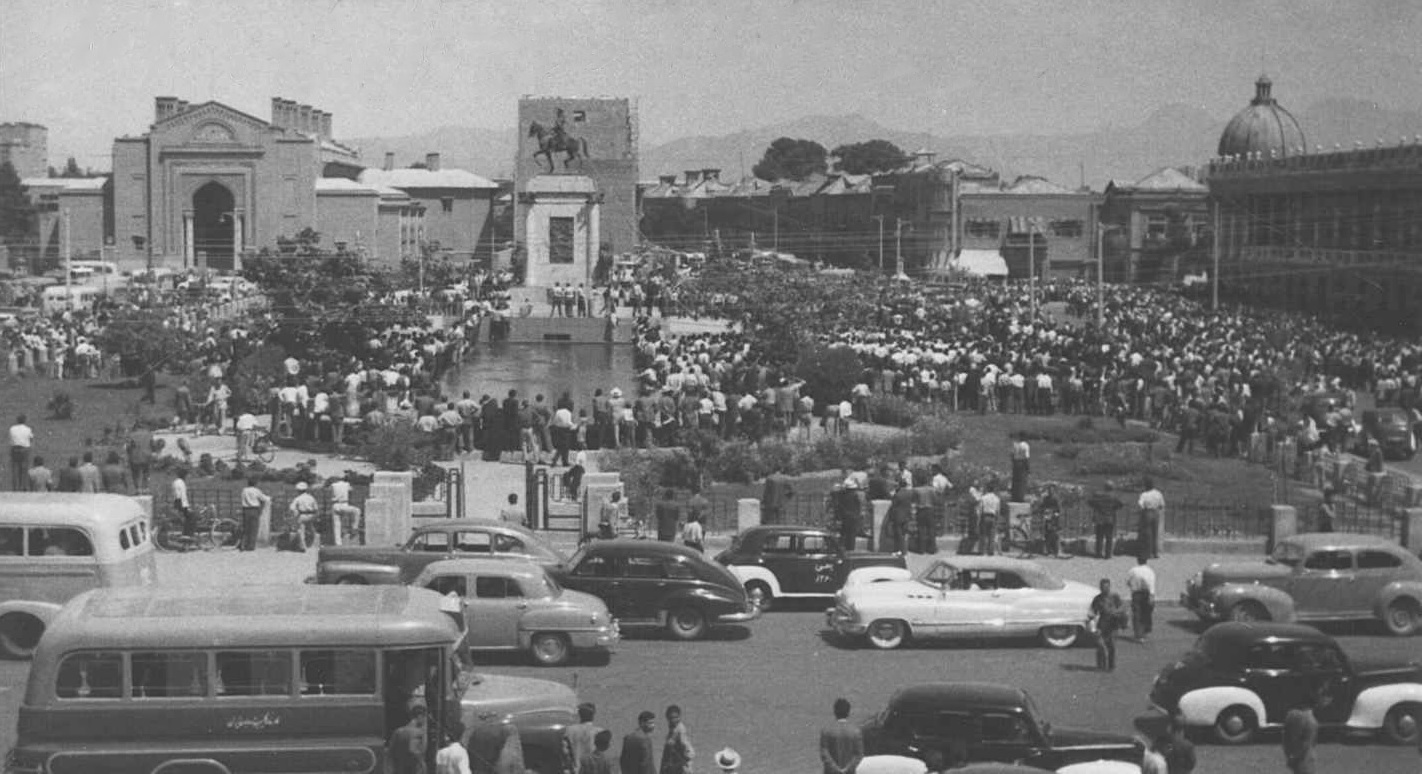
Reunión de miembros y simpatizantes del Partido Tudeh en Teherán. 1953

Desde este momento, el partido creció enormemente y se convirtió en la principal fuerza de la política iraní. A principios de 1945, el partido había conseguido crear la primera organización de masas de la historia de Irán. Los registros policiales revelaron más tarde que tenía unos 2200 miembros del núcleo duro, 700 de ellos en Teherán; 10 000 simpatizantes en sus organizaciones juveniles y de mujeres y 100.000 simpatizantes en sus sindicatos obreros y artesanos." Su periódico principal, Rahbar (líder), alcanzaba una circulación de más de 100.000 ejemplares, el triple de lo alcanzado por el periódico semioficial Ettela'at. El embajador británico Reader Bullard lo consideró la única fuerza política coherente en el país y el periódico norteamericano New York Times calculó que él y sus aliados podían obtener 40% de los votos en unas elecciones justas.

## Elecciones

### Parlamento
| Elección | Escaños |
| -------- | ------- |
| 1944     | 8/137   |
| 1947     | 2/137   |
| 1952     | 0/79    |
| 1980     | 0/270   |

## Primeros Secretarios
| N.º | Secretario      | Secretario         | Mandato | Mandato     |
| N.º | Secretario      | Secretario         | Inicio  | Fin         |
| --- | --------------- | ------------------ | ------- | ----------- |
| 1   | Bandera de Irán | Reza Radmanesh     | 1948    | 1969        |
| 2   | Bandera de Irán | Iraj Eskandari     | 1969    | 1978        |
| 3   | Bandera de Irán | Noureddin Kianouri | 1979    | 1983        |
| 4   | Bandera de Irán | Ali Khavari        | 1984    | 2004        |
| 5   | Bandera de Irán | Mohammad Omidvar   | 2004    | En el cargo |